# Дамниц, Вольф Зигмунд фон
Барон Вольф Зигмунд фон Дамниц (нем. Wolf Siegmund von Damnitz; 1685 — 21 сентября 1755) — австрийский (священно-римский) фельдмаршал (1754).

## Биография
Родился в 1685, выходец из баронской семьи фон Дамниц; сын Кристоф Зигмунд фон Дамница и его жены Схоластики, урожденной баронессы фон Меттерних (из протестантской бранденбургской  ветви Меттернихов). Имел брата, Иоганна Казимира фон Дамница, генерал-майора саксонской армии. 
Сам Вольф Зигмунд предпочёл поступить на австрийскую службу. К 1734 году он был полковником и полковым командиром. В 1734—35 годах, в ходе Войны за польское наследство, воевал сперва на Рейне, а затем в Шампани и Ломбардии. В 1736 году сражался с турками в Трансильвании. В 1737 году был повышен до фельдмаршал-лейтенанта (генерал-лейтенанта). В 1739 году Дамниц по-прежнему сражался в Трансильвании, а в 1740 году был назначен комендантом Фрайбурга-им-Брайсгау.
В ходе Войны за австрийское наследство в 1742 году воевал в Баварии и Богемии, в 1743 — вновь в Баварии. В 1744 Дамниц вернулся во Фрайбург и возглавлял оборону города от французов. Оборона продолжалась с конца сентября до середины ноября, после чего крепость была взята. Дамниц попал в плен, но вскоре был обменян.
В 1745 году Дамниц был назначен командующим войсками в Тироле (должность аналогичная командиру военного округа) и в том же году был повышен до фельдцейхмейстера (полного генерала). В дальнейшем Дамниц командовал войсками в Верхней и Западной Австрии (возглавлял аналоги военных округов). 
В 1754 году Дамниц был произведён в фельдмаршалы.
Скончался в Санкт-Пёльтене в 1755 году. 

### Семья
Супругу фон Дамница звали Анна София фон Шнайдт. Её семья происходила из курфюршества Майнцкого.